# Grafschaft Hohenwaldeck

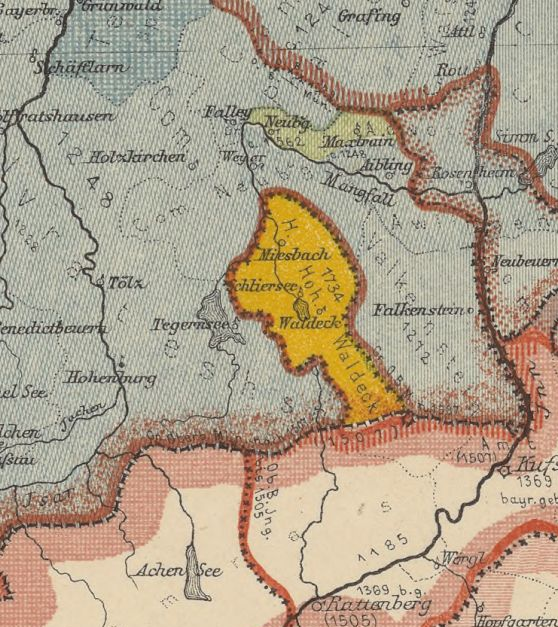
Kartenausschnitt mit der H. Hoh. Waldeck (gelb)

Die Grafschaft Hohenwaldeck war eine Adelsherrschaft des Heiligen Römischen Reichs im bayerischen Reichskreis, die zunächst als Herrschaft Waldeck ein Lehen des Bischofs von Freising war. Im Verlauf des Hochmittelalters konnte die Herrschaft die Reichsunmittelbarkeit erlangen; 1637 erfolgte die Erhebung zur Reichsgrafschaft Hohenwaldeck.

## Geschichte
Die Grafschaft Hohenwaldeck entstand aus der Vogtei Pienzenau des Bistums Freising, die schon im 11. Jahrhundert bestand. Sie umfasste das gesamte Schlierachtal mit dem Schliersee und dem Spitzingsee bis zur Tiroler Grenze. Als Vögte waren die Herren von Waldeck eingesetzt. Diese hatten ihren ursprünglichen Sitz in Altenwaldeck, wo sich heute noch oberhalb von Au bei Bad Aibling die Fundamente der alten Stammburg befinden. Zu Beginn des 12. Jahrhunderts erscheint bereits Miesbach als zentraler Ort, an dem eine Burg errichtet wurde, von der aus wohl die Vogtei verwaltet wurde. Wahrscheinlich hat Miesbach bereits vor 1312 die Marktrechte erhalten, wird aber erst 1367 als Markt erwähnt. Der bayerische Herzog Ludwig II. versuchte im späten 13. Jahrhundert sich die Herrschaft anzueigenen, musste aber 1294 die Burg Miesbach an den Bischof Emicho zurückgeben. Das jahrhundertelange Bemühen
der Herren von Waldeck, die Reichsunmittelbarkeit zu erlangen, führte schließlich um 1300 zur Lösung aus der Lehnsobrigkeit des Bischofs von Freising.
Das Geschlecht der Grafen von Waldeck ist 1483 im Mannesstamm erloschen. Als Inhaber der Herrschaft Waldeck folgten 1483 bis 1487 die Höhenrainer, von 1487 bis 1516 die Sandizeller als Besitzer der Herrschaft Waldeck. Ab 1516 regierten die Maxlrainer die Herrschaft. Die endgültige Anerkennung durch das große Nachbarland Bayern erfolgte erst 1559 im so genannten Salzburger Vertrag, bei dem sich das bayerische Herrscherhaus die Nachfolge nach einem möglichen Aussterben der Maxlrainer sicherte.
Seit dem öffentlichen Bekenntnis des Herrschaftsinhabers Wolf Dietrich von Maxlrain zur Lehre Luthers im Jahre 1563 war die Herrschaft neben der Reichsgrafschaft Ortenburg ein Zentrum der Reformation im südlichen Bayern. Wolf Dietrich gehörte damals zu den Führern der protestantischen Adelsopposition, musste aber nach einem Handelsembargo des bayerischen Herzogs 1583/84 schließlich einer Rekatholisierung seines Ländchens zustimmen. 1637 erhob Kaiser Ferdinand II. Waldeck zur Grafschaft mit dem neuen Namen Hohenwaldeck.
Nach dem Aussterben der Maxlrainer im Jahre 1734 kam Hohenwaldeck an die Wittelsbacher, die es als gesonderten Teil in das Kurfürstentum integrierten. Im Jahr des Reichsdeputationshauptschlusses 1803 wurde die Grafschaft Hohenwaldeck aufgelöst und in das Landgericht Miesbach umgewandelt, dessen Nachfolger der heutige Landkreis Miesbach ist.

## Orte
Hauptort war der Markt Miesbach, wo sich mit dem Anwartshaus der Sitz des nächsten Erben der Grafschaft befand.
Im 12. und 13. Jahrhundert dürften die Waldecker auch die Burg Hohenwaldeck am Südende des Schliersees bewohnt oder jedenfalls als Fliehburg genutzt haben.
Neben Miesbach war Schliersee wichtigster Ort im Herrschaftsgebiet. Dort befand sich bis 1493 das Kloster Schliersee, ehemals Eigenkloster der Waldecker. Südlich des Schliersees gründete der letzte Graf Johann Josef Max Veit zu Beginn des 18. Jahrhunderts im Josefsthal eine Erzgrube, die allerdings keinen Erfolg brachte. Das zugehörige Wirtshaus (Neues Haus) war der Ausgangspunkt für die Entstehung des Ortes Neuhaus.
Als Residenz diente Schloss Wallenburg nördlich von Miesbach. Nahe beim Schloss befand sich – an der sog. Galgenleite – auch das hochgräfliche Halsgericht.
Ein weiterer Sitz der letzten Herrschaftsinhaber, der Maxlrainer, war Schloss Maxlrain bei Bad Aibling, das vornehmlich als Winterresidenz genutzt wurde.

## Wappen der Herrschaftsinhaber

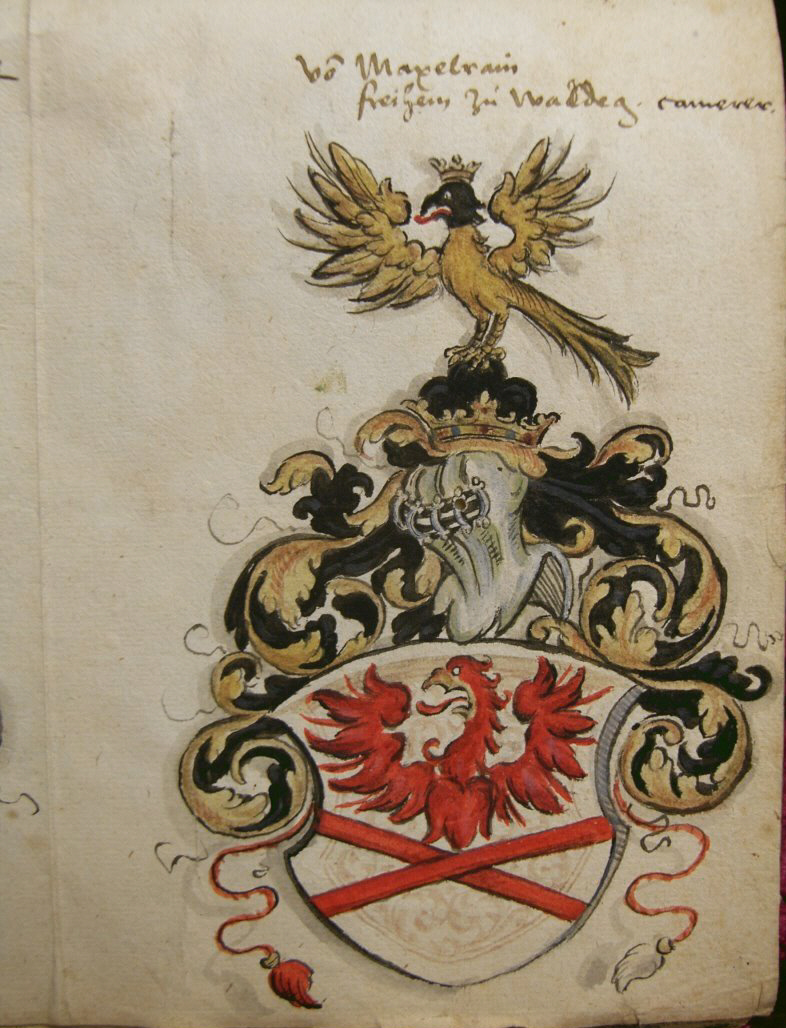
Wappen in einem Wappenbuch des 16. Jh.

Das Wappen der Herren von Waldeck zeigte einen halben Falken (oder Adler, je nach Interpretation), darunter zwei gekreuzte Stäbe, die als Gerichtsstäbe gedeutet werden, was auf den Rang der Waldecker als Inhaber bestimmter Rechte hinweist. Der Falke weist auf das Wappen der Falkensteiner hin, von denen manche annehmen, dass sie die Urahnen der Waldecker gewesen sein könnten.
1548 verlieh Kaiser Karl V. das Wappen der Waldecker an Wolfgang von Maxlrain, das er fortan in sein angestammtes Familienwappen als Herzschild integrierte. Er führte fortan ein viergeteiltes Wappen mit einem steigenden Löwen und einem von zwei silbernen Wellenbändern schräg geteilten schwarzen Feld, jeweils diagonal angeordnet und durch ein Tatzenkreuz geteilt. Darauf in einem Herzschild das Wappen der Waldecker, rot auf silbernem Grund, wobei der Falke (oder Adler) auch manchmal in voller Größer über den gekreuzten Balken erscheint.
Das Wappen der Herren von Waldeck ist heute Gemeindewappen der Gemeinde Hausham. Im Stadtwappen von Miesbach ist das durch die Wellenbänder geteilte Teil des Maxlrainer Wappens integriert. Der Maxlrainer Löwe ist heute – als halber Löwe – das Stadtwappen von Bad Tölz. Dies geht auf einen Familienangehörigen dieses Herrengeschlechts zurück, der dort Inhaber der Pflegschaft war.

## Herrschaftsinhaber
| Name                                                                 | Regierungszeit(en)           | Gemahlin                                                                                         | Abstammung                               |
| -------------------------------------------------------------------- | ---------------------------- | ------------------------------------------------------------------------------------------------ | ---------------------------------------- |
| Wolfgang von Waldeck                                                 | 1476–83                      | Amalie von Nussdorf                                                                              | Reichslehen 1476                         |
| Georg von Höhenrain                                                  | 1483–87                      | Amalie Notthafft von Wernberg                                                                    | Neffe des Wolfgang von Waldeck           |
| Hochprant von Sandizell                                              | 1487–1502                    | unbekannt                                                                                        | Neffe des Wolfgang von Waldeck           |
| Wolfgang von Sandizell                                               | 1502–16                      | unbekannt                                                                                        | Sohn des Hochprant von Sandizell         |
| Hans von Sandizell                                                   | 1516                         | unbekannt                                                                                        | Sohn des Wolfgang von Sandizell          |
| Veit von Maxlrain                                                    | 1516–18                      | Margaretha von Waldeck                                                                           | Schwiegersohn des Wolfgang von Waldeck   |
| Wolfgang von Maxlrain                                                | 1518–61, 1548 Reichsfreiherr | Anna von Frundsberg, Tochter des Georg von Frundsberg                                            | Sohn des Veit von Maxlrain               |
| Wolf Dietrich von Maxlrain                                           | 1561–86                      | Veronika von Pienzenau                                                                           | Sohn des Wolfgang von Maxlrain           |
| Wolf Wilhelm von Maxlrain                                            | 1586–95                      | Johanna Perner zu Guetteroth                                                                     | Bruder des Wolf Dietrich von Maxlrain    |
| Ludwig von Maxlrain                                                  | 1595–1603                    | Barbara Scholastika von Sandizell                                                                | Sohn des Wolf Dietrich von Maxlrain      |
| Georg von Maxlrain                                                   | 1603–35                      | I. Maria von Degenberg, II. Christina Sidonia von Auersberg                                      | Bruder des Ludwig von Maxlrain           |
| Wilhelm von Maxlrain                                                 | 1635–55, 1637 Reichsgraf     | I. Maria Christina von Gumppenberg, II. Maria Juliana Crivelli                                   | Sohn des Ludwig von Maxlrain             |
| Wolf Veit von Maxlrain                                               | 1656–59                      | I. Elisabeth Kurz zu Senftenau, II. Barbara Rufina von Preysing                                  | Enkel des Wolf Wilhelm von Maxlrain      |
| Johann Veit von Maxlrain                                             | 1659–1705                    | I. Katharina Constantia Adelheid von Spiering, II. Franziska Klara von Törring, geb. von Lamberg | Neffe des Wolf Veit von Maxlrain         |
| Johann Joseph Max Veit von Maxlrain                                  | 1705–34                      | Maria Regina Helena von Muggenthal                                                               | Enkel des Wolf Veit von Maxlrain         |
| Karl Albrecht von Bayern                                             | 1734–45                      |                                                                                                  | Erbfall nach Salzburger Vertrag von 1559 |
| Maximilian III. Joseph von Bayern                                    | 1745–77                      |                                                                                                  | Sohn des Karl Albrecht von Bayern        |
| Karl Theodor von Bayern                                              | 1777–99                      |                                                                                                  | Erbfall an die Pfälzer Linie             |
| Maximilian IV. Joseph von Bayern                                     | 1799–1803                    |                                                                                                  | Erbfall an die Zweibrücker Linie         |
| Auflösung der Grafschaft und staatsrechtliche Vereinigung mit Bayern | 1803                         |                                                                                                  |                                          |